# Williamstown (Pennsilvània)
Williamstown és una població dels Estats Units a l'estat de Pennsilvània. Segons el cens del 2000 tenia 1.433 habitants.

## Demografia
Segons el cens del 2000, Williamstown tenia 1.433 habitants, 611 habitatges, i 406 famílies. La densitat de població era de 2.213,1 habitants per km².
Dels 611 habitatges en un 25,7% hi vivien nens de menys de 18 anys, en un 49,3% hi vivien parelles casades, en un 11,6% dones solteres, i en un 33,4% no eren unitats familiars. En el 29% dels habitatges hi vivien persones soles el 15,9% de les quals corresponia a persones de 65 anys o més que vivien soles. El nombre mitjà de persones vivint en cada habitatge era de 2,35 i el nombre mitjà de persones que vivien en cada família era de 2,83.
Per edats la població es repartia de la següent manera: un 21,8% tenia menys de 18 anys, un 8% entre 18 i 24, un 27,5% entre 25 i 44, un 22% de 45 a 60 i un 20,7% 65 anys o més.
L'edat mediana era de 40 anys. Per cada 100 dones de 18 o més anys hi havia 86,5 homes.
La renda mediana per habitatge era de 33.359$ i la renda mediana per família de 36.548$. Els homes tenien una renda mediana de 31.855$ mentre que les dones 23.125$. La renda per capita de la població era de 15.744$. Entorn de l'11,9% de les famílies i el 14,7% de la població estaven per davall del llindar de pobresa.

## Poblacions més properes
El següent diagrama mostra les poblacions més properes.